# Jim Rygiel
Jim Rygiel (Kenosha, 17 de fevereiro de 1955) é um especialista em efeitos visuais estadunidense. Venceu o Oscar de melhores efeitos visuais por The Lord of the Rings: The Fellowship of the Ring, The Lord of the Rings: The Two Towers e The Lord of the Rings: The Return of the King, ao lado de Joe Letteri, Richard Taylor, Mark Stetson, Randall William Cook e Alex Funke.